# 마리나 핸즈
마리나 앙스(프랑스어: Marina Hands, 1975년 1월 10일 ~ )는 프랑스의 배우이다.

## 출연 작품

### 영화
- 피델리티 (2000)
- 야만적 침략 (2003)
- Les Âmes grises (2005)
- 레이디 채털리 (2006)
- 텔 노 원 (2006)
- 잠수종과 나비 (2007)
- Sous les jupes des filles (2014)
- 샹송가수 기 자메 (2019, Guy)

### 텔레비전
- 타부 (2017)